# IVPP PA 830
IVPP PA 830, abreviadamente PA 830 o PA830, es el nombre de catálogo del grupo de huesos fosilizados de Homo erectus conocido comúnmente como Hexian, compuesto de una calvaria y otras partes de cráneo. Junto a ellos, se encontraron piezas dentales aisladas, parte de una mandíbula y otras partes de cráneo (con sus respectivos códigos de catálogo), hallados en el sitio paleontológico de Hexian, en la cueva Longtan (también 'Longtandau' o 'Longtangdong'), Anhui (China) por Huang Wanpo y otros en la campaña de 1980. El fósil fue descrito por R. K. Wu y X. R. Dong en 1982. Todos ellos han sido datados con una antigüedad de 412±25 ka.

## Descripción
Junto a PA 830, se encontraron ocho piezas dentales sueltas, dos molares unidos entre ellos, un fragmento de mandíbula con dos dientes y varios trozos de hueso occipital, todos ellos pertenecientes a, al menos, tres individuos y cada uno con su código de catálogo individual. La calvaria pertenecía a un macho, con una capacidad craneal estimada en 1025 cm³.
En un estudio, X.J. Wu et al. (2006), se concluía que el parecido con Zhoukoudian era mayor que lo que se indicaba en la presentación publicada del fósil en 1982 y posteriores. Todo ello comparando los endocráneos. Por ejemplo, Durband et al. indicaban en 2005: «Los patrones de estas métricas también separaban Hexian de Zhoukoudian V, un cráneo con el cual comparte algunas características no incluidas en la métrica más modernas. Nuestros resultados indican un grado mayor de variación en la muestra fósil humana de China que lo previamente había sido reconocido.»

### Dientes
Las piezas dentales recuperadas entre 1980 y 1981, junto a PA830, pero ninguna unida a él por la ausencia de maxilar, son las siguientes:
- tercer premolar superior derecho (P3 PA832);
- primer molar superior izquierdo (M1 PA836);
- tercer premolar superior izquierdo (P3 HXUP3);
- primer molar superior izquierdo (M1 PA836);
- segundo molar superior izquierdo (M2 PA833);
- segundo molar superior derecho (M2 PA837);
- segundo molar inferior izquierdo (M2 PA834-1);
- tercer molar inferior izquierdo (M3 PA834-2);
- segundo molar inferior izquierdo (M2 PA839);
- segundo molar inferior izquierdo (M2 PA838);
- incisivo central superior derecho (I1 PA835).

## Datación
La datación de este fósil y los demás asociados ha ido variando en el tiempo y según los métodos, oscilando en un margen agrupado entre los 150 000 y 437 000 años. Según la fecha de la literatura consultada se encuentran distintos intervalos: datación inicial, 1982, geológica y por la fauna asociada los situó en el Pleistoceno medio; en 1987, por 
series de uranio de fauna asociada, 150-190 ka; once años después se utilizó el mismo método combinado con ESR sobre varios de los huesos de mamífero y se obtuvo un intervalo de 412±25 ka. Esta última fecha es la mencionada en un estudio de 2014 sobre los dientes de Hexian, aunque otros autores, ya en 2018, seguían dando intervalos distintos, por ejemplo el Museo Nacional Smithsniano de Historia Natural, en su web, indica 300-400 ka, sin especificar fuente o método.